# Yang Jiayu
Yang Jiayu (n. 18 februarie 1996, Wuhai⁠(d), Republica Populară Chineză) este o mărșăluitoare ce a reprezentat China, medaliată olimpică. A participat la două ediții ale Jocurilor Olimpice (2020, 2024) în care a câștigat o medalie de aur în proba de 20 km marș. În 2017 a devenit campioană mondială.

## Palmares
| An   | Competiție                            | Locație                | Loc | Eveniment         | Note    |
| ---- | ------------------------------------- | ---------------------- | --- | ----------------- | ------- |
| 2014 | Cupa Mondială de Marș de Juniori      | Taicang, China         | 2   | 10 km marș        | 43:37   |
| 2015 | Universiada                           | Gwangju, Coreea de Sud | 5   | 20 km marș        | 1:36:50 |
| 2016 | Campionatul Mondial de Marș pe Echipe | Roma, Italia           | 7   | 20 km marș        | 1:28:56 |
| 2016 | Campionatul Mondial de Marș pe Echipe | Roma, Italia           | 1   | echipe            | 1:28:56 |
| 2017 | Campionatul Mondial                   | Londra, Marea Britanie | 1   | 20 km marș        | 1:26:18 |
| 2018 | Campionatul Mondial de Marș pe Echipe | Taicang, China         | 3   | 20 km marș        | 1:27:22 |
| 2018 | Campionatul Mondial de Marș pe Echipe | Taicang, China         | 1   | echipe            | 1:27:22 |
| 2018 | Jocurile Asiatice                     | Jakarta, Indonezia     | 1   | 20 km marș        | 1:29:15 |
| 2019 | Campionatul Mondial                   | Doha, Qatar            | –   | 20 km marș        | DS      |
| 2021 | Jocurile Olimpice                     | Tokio, Japonia         | 12  | 20 km marș        | 1:31:54 |
| 2022 | Campionatul Mondial de Marș pe Echipe | Muscat, Oman           | 2   | 20 km marș        | 1:31:54 |
| 2022 | Campionatul Mondial de Marș pe Echipe | Muscat, Oman           | 1   | echipe            | 1:31:54 |
| 2023 | Campionatul Mondial                   | Budapesta, Ungaria     | 12  | 20 km marș        | 1:29:40 |
| 2023 | Jocurile Asiatice                     | Hangzhou, China        | 1   | 20 km marș        | 1:30:03 |
| 2024 | Campionatul Mondial de Marș pe Echipe | Antalya, Turcia        | 12  | maraton marș mixt | 3:03:46 |
| 2024 | Jocurile Olimpice                     | Paris, Franța          | 1   | 20 km marș        | 1:25:54 |
| 2024 | Jocurile Olimpice                     | Paris, Franța          | 15  | maraton marș mixt | 3:00:43 |